# Ivan Vladimirovič Cvetaev
Ivan Vladimirovič Cvetaev (Ива́н Влади́мирович Цвета́ев; Kiev, 16 maggio 1847 – Mosca, 30 agosto 1913) è stato uno storico russo.
Ivan Vladimirovič Cvetaev fu storico, archeologo, critico d'arte, socio dell'Accademia delle Scienze di San Pietroburgo, docente all'Università di Mosca (dal 1877), fondatore e primo direttore del Museo di Belle Arti di Mosca (oggi Museo Puškin delle belle arti). Padre di Marina e Anastasia.

## Biografia
Ivan Cvetaev nacque in un villaggio vicino a Kiev. Studiò sei anni alla scuola religiosa Shuya, poi altri sei nel Vladimir's Seminary. 

Successivamente frequentò la Medico Surgical Academy, ma, per motivi di salute, la lasciò e si trasferì all'Università di San Pietroburgo, nel dipartimento di Storia e Filologia. 

Si laureò nel 1870 e nel 1871, insegnò la lingua greca in una delle scuole di San Pietroburgo.

Nel 1872 divenne professore assistente alla Università Imperiale di Varsavia.

Nel 1874 venne in Italia per studiare antiche lingue italiche.

Nel 1876 fu nominato professore assistente all'Università di San Vladimir a Kiev , ma un anno dopo fu chiamato all'Università di Mosca per insegnare latino presso il Dipartimento di letteratura romana.

Cvetaev dal 1881 lavorò presso il Public Museum di Mosca e fu direttore del Museo Rumyantsev a Mosca (1900-1910). 

Nel 1889 si trasferì presso il dipartimento di Storia e Teoria dell'arte all'Università di Mosca.

Nel 1894, nel corso del primo congresso russo di artisti e amanti dell'arte, Cvetaev tenne un discorso nel quale proponeva la fondazione di un nuovo Museo di Belle Arti a Mosca. 

Nel mese di agosto 1989 venne posata, con rito solenne, la prima pietra del Museo Puškin.

Cvetaev morì il 30 agosto 1913 a Mosca. 

Sulla facciata del Museo di Belle Arti di Mosca, una targa commemorativa ricorda il suo fondatore.